# Pallacanestro femminile ai XIII Giochi del Mediterraneo
Al torneo di pallacanestro femminile ai XIII Giochi del Mediterraneo, parteciparono otto nazionali, organizzate in due gironi per la selezione delle quattro squadre semifinaliste.
| Gruppo A (Bari)                             | Gruppo B (Brindisi)            |
| ------------------------------------------- | ------------------------------ |
| Croazia Bosnia ed Erzegovina Italia Turchia | Francia Grecia Slovenia Spagna |

## Podio
| - | Team    | Formazione |
| - | ------- | --- |
|   | Croazia | CroaziaL. Abrlić, T. Abrlić, Baranović, Đapo, Grgin, Kireta, Kovač, Longin, Maloča, Podrug, Pretreger, Tabak, All. -                |
|   | Turchia | TurchiaAkın, Buyuran, Gökçe, Kılınç, Köz, Özbek, Özel, Özyer, Özyiğit, Tan, Yılmaz, Yükrük, All. -                                  |
|   | Francia | FranciaAntibe, Boutet, Francillette, Gisselbrecht, Jouandon, Lacroix, Lesdema, Le Dréan, Maignaut, Melain, Moussard, Souvré, All. - |